# یهودیان بغدادی
جوامع سابق مهاجران یهودی و نوادگان آن‌ها از بغداد و دیگر نقاط خاورمیانه، به‌طور سنتی یهودیان بغدادی یا یهودیان عراقی نامیده می‌شوند. آن‌ها در درجه اول در بنادر و در امتداد مسیرهای تجاری اطراف اقیانوس هند و دریای جنوبی چین ساکن شدند.
از قرن هجدهم، تحت امپراتوری گورکانی، بازرگانان بغداد و حلب، جوامع یهودی را در هند تأسیس کردند که در ابتدا به زبان یهودی-عربی صحبت می‌کردند و از آداب و رسوم یهودی پیروی می‌کردند. این جوامع در قرن نوزدهم تحت امپراتوری بریتانیا شکوفا شدند و به تدریج به زبان انگلیسی صحبت کرده و گرایش بریتانیایی پیدا کردند.
این جوامع به یک شبکه تجاری و خویشاوندی در سراسر آسیا تبدیل شدند و جوامع کوچکتر بغدادی در اواسط قرن نوزدهم فراتر از هند در میانمار، سنگاپور، هنگ کنگ و شانگهای تأسیس شدند. پایگاه‌های تجاری بغدادی در سراسر آسیای جنوب شرقی و اقیانوسیه تأسیس شدند و خانواده‌ها در مالزی، ژاپن، اندونزی و استرالیا ساکن شدند. تا جنگ جهانی دوم، این جوامع جریان کوچکی از مهاجران یهودی را از عراق جذب کردند، و تعداد کمتری از سوریه، مصر، یمن، ایران و ترکیه به آن‌ها پیوستند.
جنگ جهانی دوم برای هند، تصرف برمه توسط ژاپن، هنگ کنگ و شانگهای سختی به همراه داشت و به سرعت به پایان امپراتوری بریتانیا در آسیا منجر شد. یهودیان بغدادی که به دلیل جنگ، خشونت تقسیم هند، ملی‌گرایی رو به رشد و عدم اطمینان از استقلال در هند و میانمار آواره شده بودند، مهاجرت به کشور تازه تأسیس اسرائیل، بریتانیا و استرالیا را آغاز کردند. مسیرهای تجاری قدیمی آن‌ها ابتدا با پیروزی کمونیسم در چین قطع شد و سپس تجارت دریایی در هند و میانمار با ملی شدن و محدودیت‌های تجاری پسااستعماری خفه شد. در نتیجه، یهودیان بغدادی تا دهه ۱۹۷۰ تقریباً به‌طور کامل مهاجرت کردند. خانواده‌های یهودی بغدادی‌تبار همچنان نقش مهمی در زندگی یهودیان ایفا می‌کنند، به ویژه در بریتانیای کبیر، جایی که خانواده‌هایی مانند خانواده ساسون و دیوید و سیمون روبن در تجارت و سیاست از جایگاه برجسته‌ای برخوردار بوده‌اند.

## خاستگاه‌های پیش از استعمار
اگرچه بازرگانان یهودی خاورمیانه از زمان روم باستان از آب‌های اقیانوس هند گذر می‌کردند، اما منابع امپراتوری گورکانی برای اولین بار از بازرگانان یهودی بغداد که در قرن هفدهم با هند تجارت می‌کردند، یاد می‌کنند.

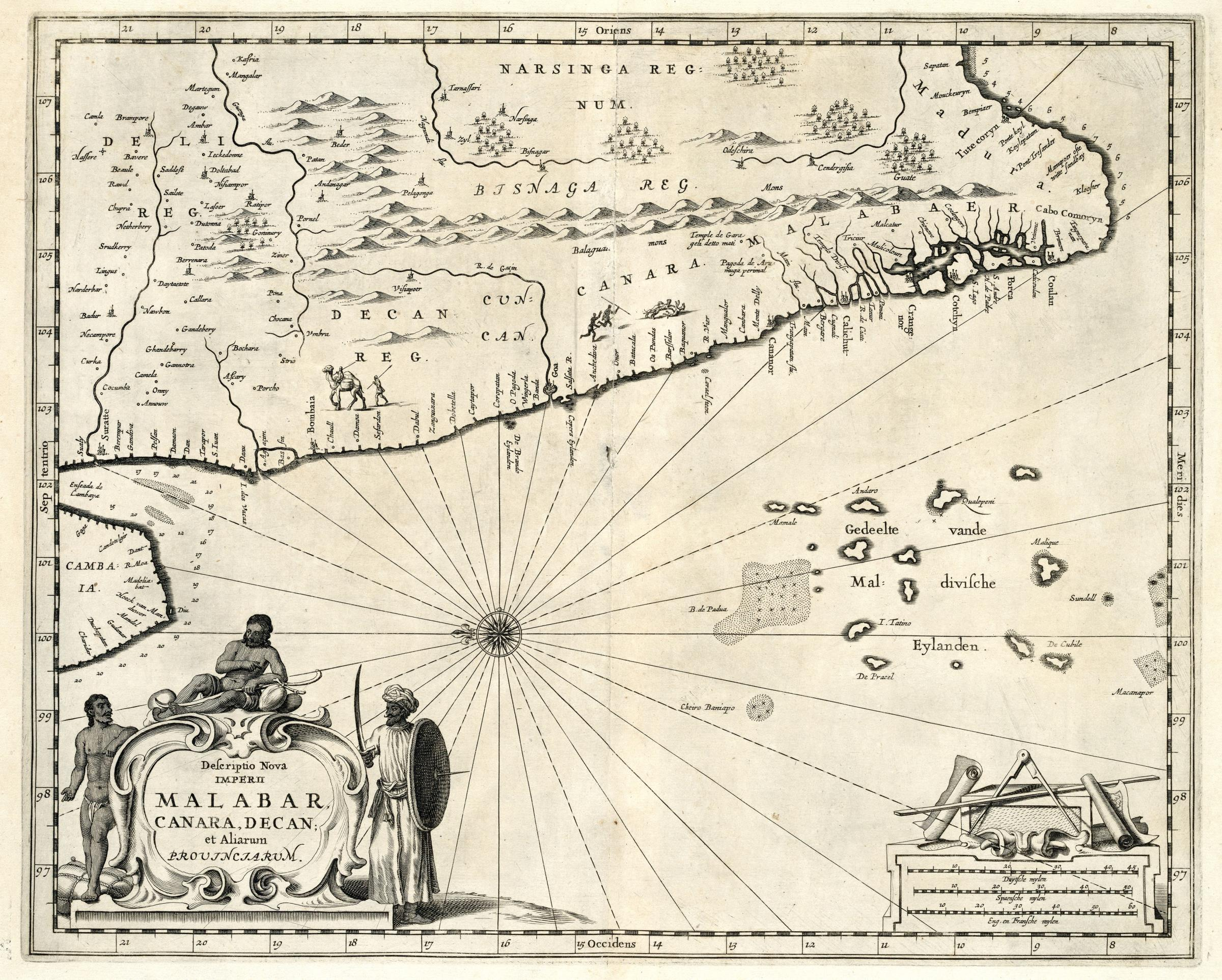
نقشه‌ای از ساحل مالابار، حدود ۱۶۷۲ میلادی.

هند برای بازرگانان یهودی خاورمیانه ناشناخته نبود. از زمان روم باستان، مسیر کاروان از هند به حلب ختم می‌شد و تجارت ادویه بصره، یمن و قاهره را به ساحل مالابار متصل می‌کرد. با این حال، این بازرگانان یهودی فارسی‌زبان، متحدان تجاری نزدیک یهودیان بغداد، بصره و حلب بودند که برای اولین بار به قلب هند راه یافتند.
آن‌ها به عنوان ماجراجو، عارف و تاجر، از قرون وسطی به هند سفر می‌کردند و از تهاجمات حاکمان فارسی‌زبان از سرزمین‌هایی که اکنون ایران و افغانستان نامیده می‌شوند، به شبه‌قاره هند بهره می‌بردند. منابع فارسی و امپراتوری گورکانی هر دو، حضور تاجران یهودی را پس از حمله مغول‌ها به هند در قرن شانزدهم توسط امپراتور بابر ثبت کرده‌اند.
آن‌ها به عنوان تاجر و درباریان مغول‌ها به مقام‌های بالایی دست یافتند. مشاوران یهودی در دربار اکبر کبیر در آگره نقش مهمی در سیاست‌های مذهبی آزادمنشانه اکبر داشتند. در دهلی، عارف یهودی سِرمَد کِشانی، معلم ولیعهد دارا شکوه بود، قبل از اینکه هر دو توسط اورنگ‌زیب اعدام شوند. در سرزمین‌های امپراتوری گورکانی یهودیان به اندازه کافی بودند که مسافران بریتانیایی گزارش دهند که کنیسه‌ها در آنجا تأسیس شده‌اند، اما هیچ اثری یا سابقه‌ای از یهودیان باقی نمانده است. این تعداد انگشت‌شمار یهودی هرگز یک جامعه دائمی ایجاد نکردند، اما افسانه‌ها و مسیرهایی را برای مهاجران آینده از سرزمین‌های عرب‌زبان به جا گذاشتند.
از اوایل قرن هفدهم، سوابقی از بازرگانان یهودی که از بغداد سفر می‌کردند، یافت شده است. این پایگاه‌های تجاری و جوامع مهاجر نوظهور، شاهد تبدیل شدن یهودیان به درباریان حاکمان امپراتوری گورکانی نیز بودند. این بازرگانان در سراسر شبه‌قاره هند سفر می‌کردند. شالوم کوهن، که بعدها جامعه کلکته را تأسیس کرد، جواهرساز دربار نواب اوده بود و به منطقه پنجاب سفر کرد و در آنجا همان عنوان را در دربار رانجیت سینگ، رهبر امپراتوری سیک، داشت. بعدها جامعه کلکته به یاد می‌آورد که به کوهن حتی افتخار داده شد که با فیل شخصی نواب اوده سوار شود.

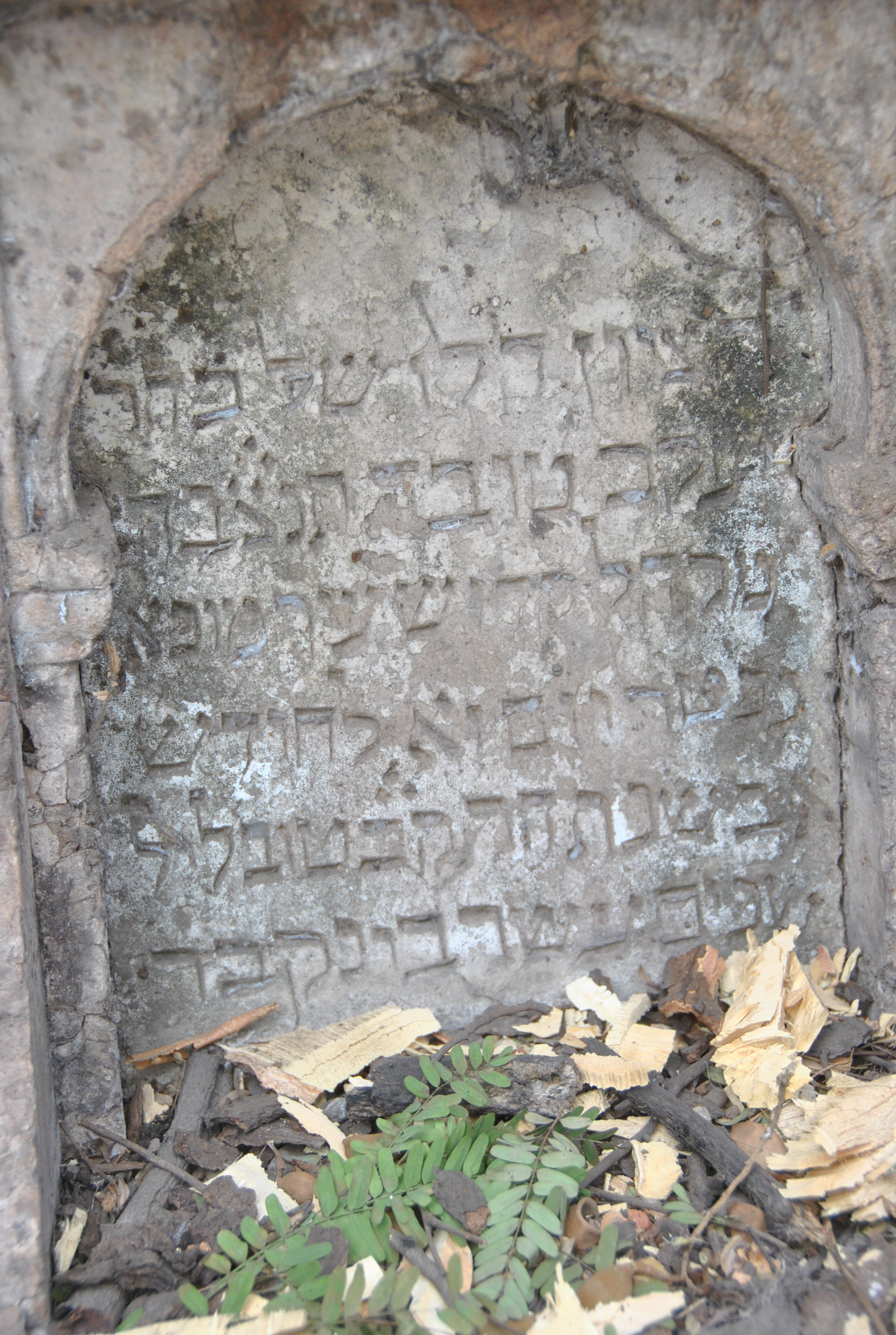
یک قبر یهودی بغدادی در سورت، گجرات

اولین مستعمره دائمی بازرگانان بغدادی در هند در سال ۱۷۳۰ در سورت (گجرات) تأسیس شد، پس از آنکه کمپانی هند شرقی بریتانیا در سال ۱۷۲۳ تجارت با بصره را آغاز کرد. در اوایل قرن هجدهم، تجارت بین بصره و سورت (گجرات) افزایش یافت، در حالی که این بندر هندی پایگاه اصلی کمپانی هند شرقی بریتانیا بود تا زمانی که به بمبئی نقل مکان کرد. یوسف سیما از بغداد، کنیسه و گورستان سورت را در سال ۱۷۳۰ افتتاح کرد. جامعه بغدادی در سورت رشد کرد و تا پایان قرن هجدهم، حدود ۱۰۰ یهودی از بغداد، حلب و بصره، مستعمره بازرگانان زبان یهودی-عربی را در سورت (گجرات) تشکیل دادند. این اولین جامعه از رشته جوامع بغدادی بود که از بمبئی تا کوبه (شهر) در آسیا تأسیس شدند.
اما در اوایل قرن نوزدهم، در واکنش به حکومت استبدادی داوود پاشا، فرماندار عثمانی بغداد، که خانواده‌های برجسته یهودی شهر را مورد آزار و اذیت، اخاذی و زندانی قرار داد، قبایل کامل شروع به عبور از اقیانوس هند کردند تا به دنبال امنیت و ثروت در آسیا باشند. سوء مدیریت داوود پاشا زمانی بود که مهاجرت بغدادی‌ها به سمت بمبئی و کلکته با خروج خانواده‌های پیشرو خانواده ساسون، عزرا و یهودا به هند، شدت گرفت. این دوره آزار و شکنجه، آغاز پراکندگی یهودیان بغدادی بود که سوابقی از خروج قبایل کامل از شهر به مقصد بمبئی، کلکته، حلب، اسکندریه و سیدنی وجود دارد.
زندگی یهودیان در جوامع باستانی خاورمیانه، در اواسط قرن نوزدهم به سمت بدتر شدن پیش رفت. قتل‌عام و تغییر مذهب اجباری یهودیان مشهد در سال ۱۸۳۹، ترس ناشی از سه تهمت خون در حلب بین سال‌های ۱۸۴۱ و ۱۸۶۰، و شیوع طاعون که ابتدا در سال ۱۸۳۱ به بغداد و سپس با شدت بیشتر به بصره و بغداد در سال ۱۸۴۱ بازگشت، قبایل یهودی را در امپراتوری عثمانی رو به زوال تشویق کرد تا به دنبال سرنوشت خود در جای دیگری باشند.

## آسیای مستعمراتی
با ورود یهودیان، عمدتاً از بغداد، بصره و حلب، به عنوان تاجر به هند در پی پرتغالی‌ها، هلندی‌ها و بریتانیایی‌ها، آنچه به عنوان جوامع بغدادی شناخته می‌شد، به سرعت رشد کرد. در اواسط قرن نوزدهم گفته می‌شد که تجارت بین بغداد و هند کاملاً در دست یهودیان است. در عرض یک نسل، یهودیان بغدادی خانه‌های تولیدی و تجاری با ثروت افسانه‌ای تأسیس کردند که مهم‌ترین آن‌ها خانواده‌های ساسون، عزرا، الیاس، بلیلیوس، یهودا و مایر بودند.

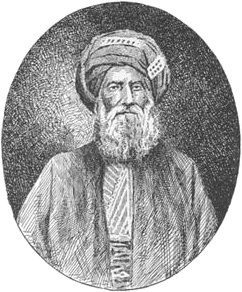
دیوید ساسون، ۱۷۹۲–۱۸۶۴.

با ظهور قدرت بریتانیا در هند، اهمیت سورت کاهش یافت زیرا کلکته و بمبئی تحت کنترل بریتانیا در تجارت اهمیت بیشتری پیدا کردند. سکونت بغدادی‌ها ابتدا به بمبئی و سپس عمدتاً به کلکته، که در آن زمان پایتخت هند بریتانیا و مرکز تجارت چتایی، موصلی و تریاک بود، تغییر مکان داد. بازرگانان یهودی اهل حلب، که به‌طور سنتی پایان مسیر تاریخی کاروان از هند بود، نقش مهمی در تأسیس گورستان یهودیان کلکته داشتند که در سال ۱۸۱۲ افتتاح شد.
با مهاجرت برخی از خانواده‌های برجسته یهودی بغداد که از آزار و اذیت داوود پاشا گریخته بودند، اولین کنیسه در سال ۱۸۲۳ افتتاح شد و به سرعت با گسترش جامعه، کنیسه دوم در سال ۱۸۵۶ گشایش یافت. در اواخر قرن نوزدهم، بیش از ۱۸۰۰ یهودی بغدادی در کلکته زندگی می‌کردند. در سال ۱۸۸۴، سومین کنیسه، که قرار بود بزرگ‌ترین کنیسه در آسیا باشد، در کلکته وقف شد. یهودیان بغدادی همچنین در چین‌سوراه و چندنگر در خارج از کلکته زندگی و تجارت می‌کردند.
ظهور کلکته در دوران استعمار با افزایش دادوستد تریاک با دودمان چینگ همزمان شد. کمپانی هند شرقی بریتانیا در سال ۱۷۷۳، انحصار فروش تریاک هند را در دست گرفت و با وجود قوانین ممنوعیت دودمان چینگ، صادرات تریاک به چین را به شدت ترویج کرد. بازرگانان یهودی بغدادی بر تجارت تریاک تسلط داشتند و اکثر صندوق‌های تریاک که در حراج‌های مقامات استعماری به فروش می‌رسید، توسط بازرگانان یهودی بغدادی به چین صادر می‌شد. آن‌ها با بازرگانان مارواری و پارسیان هند برای این تجارت رقابت می‌کردند. در نهایت، خانواده ساسون ۷۰ درصد از تجارت تریاک هند را در کنترل خود داشت. ثروت‌های هنگفتی نیز در تجارت نیل، ابریشم و muslin با داکا به دست آمد، جایی که یهودیان بغدادی با بازرگانان مسلمان بنگالی همکاری می‌کردند.
در اطراف این مشاغل پررونق، جوامع یهودی بغدادی هند شروع به شکل‌گیری کردند و هم به دنبال مهاجران یهودی از سراسر خاورمیانه می‌گشتند و هم آن‌ها را جذب می‌کردند تا برایشان کار کنند. پس از انتقال مرکز حکومت بریتانیا از بمبئی به بنگال، جامعه بغدادی بمبئی در ابتدا از جامعه نوظهور کلکته عقب ماند. اما بخت این جامعه با ورود دیوید ساسون و خانواده‌اش در سال ۱۸۳۳ تغییر کرد.
با حمایت خانواده ساسون، اولین کنیسه در سال ۱۸۶۱ و کنیسه دوم در سال ۱۸۸۸ افتتاح شد. برخلاف کلکته، که ساکنان آن عمدتاً تاریخ یهودیان در عراق و یهودیان سوری بودند، جامعه یهودی بغدادی در بمبئی مهاجرت قابل توجهی از جوامع فارسی‌زبان در افغانستان، بخارا و ایران و همچنین خانواده‌های یهودی از یمن را به خود جلب کرد. مهاجران یهودی از سراسر خاورمیانه برای کار در کارخانه‌ها و مشاغل خانواده ساسون جذب شدند. در خارج از بمبئی، یک جامعه بغدادی در پونه تأسیس شد که در آن یک کنیسه، یک مدرسه و یک بیمارستان توسط دیوید ساسون تأسیس شد و یک چاپخانه زبان عبری در حال فعالیت بود. همچنین حضور بغدادی‌ها در چنای ثبت شده است.

نقشه متحرک نشان‌دهنده حرکت یهودیان بغدادی در سراسر جنوب و شرق آسیا

از هند، این جامعه به میانمار و بنادر سنگاپور، هنگ کنگ و شانگهای گسترش یافت. این جوامع در امتداد مسیر تریاک که بین هند و چین قرار داشت، تأسیس شدند. در سنگاپور، بزرگان جامعه در ابتدا پسران حزقیال یهودا از کلکته بودند. در همین حال، اولین یهودی بغدادی که در میانمار ساکن شد، عزریا ساموئل بود که در سال ۱۸۴۱ به بندر سیتوه در خلیج بنگال رسید. تقریباً در همان زمان، دو برادر یهودا و آبراهام رافائل حزقیال در ماندالی ساکن شدند و به عنوان دفتردار برای دربار سلطنتی میانمار کار می‌کردند. از سال ۱۸۸۰، این جامعه به‌طور دائم مستقر شد، موفقیت تجاری سایر یهودیان بغدادی در تریاک، چوب ساج، جوت و مغازه‌های تجاری، سایر یهودیان بغدادی را به ماندالی جذب کرد و جوامعی در یانگون و پاتین به وجود آمدند.
پس از ممنوعیت تجارت تریاک در اوایل قرن بیستم، بازرگانان یهودی بغدادی در محصولات پنبه و جوت به عنوان صادرات اصلی سرمایه‌گذاری کردند. افزایش ناگهانی تقاضا برای گونی‌ها و کیسه‌های چیت، که بلوک‌های ساختمانی برای سنگرها در جبهه غربی بودند، ثروت زیادی را در میان بازرگانان یهودی کلکته به ارمغان آورد.
در اوج خود، جوامع بمبئی و کلکته در قلب یک شبکه خویشاوندی اجتماعی قرار داشتند که توسط بنادر اقیانوس هند و دریای جنوبی چین به هم متصل می‌شدند. یک ناظر جوامع یهودی بغدادی را این‌گونه توصیف کرد که افراد این شبکه «تقریباً به اندازه یهودیان منچستر با لیورپول با یکدیگر آشنا هستند.» نیروی محرکه شبکه تجاری یهودیان بغدادی، شرکت‌های خانوادگی محکمی مانند دیوید ساسون و شرکت یا برادران مایر بودند که توسط سِر مناسه مایر تأسیس شده بود و دفاتر و نمایندگی‌هایی توسط اعضای خانواده در هر بندر شبکه ایجاد شده بود.
قبل از جنگ جهانی دوم بیش از ۱۱۰۰۰ یهودی بغدادی در آسیا وجود داشت. در آستانه جنگ، جمعیت بغدادی‌ها در کلکته به ۳۵۰۰ نفر و در بمبئی به ۳۰۰۰ نفر رسیده بود. در سراسر خلیج بنگال در میانمار، هم یانگون و هم پاتین شهرداران یهودی بغدادی را انتخاب کردند و جمعیت یهودیان بغدادی در دهه ۱۹۳۰ به ۲۵۰۰ نفر رسید. با این حال، همه جوامع یهودی بغدادی در این دوره به‌طور دائم تثبیت نشدند و جامعه زبان یهودی-عربی زبان در سیدنی که توسط خانواده‌هایی که از داوود پاشا فرار می‌کردند تأسیس شده بود، در دهه ۱۸۹۰ منحل شد.

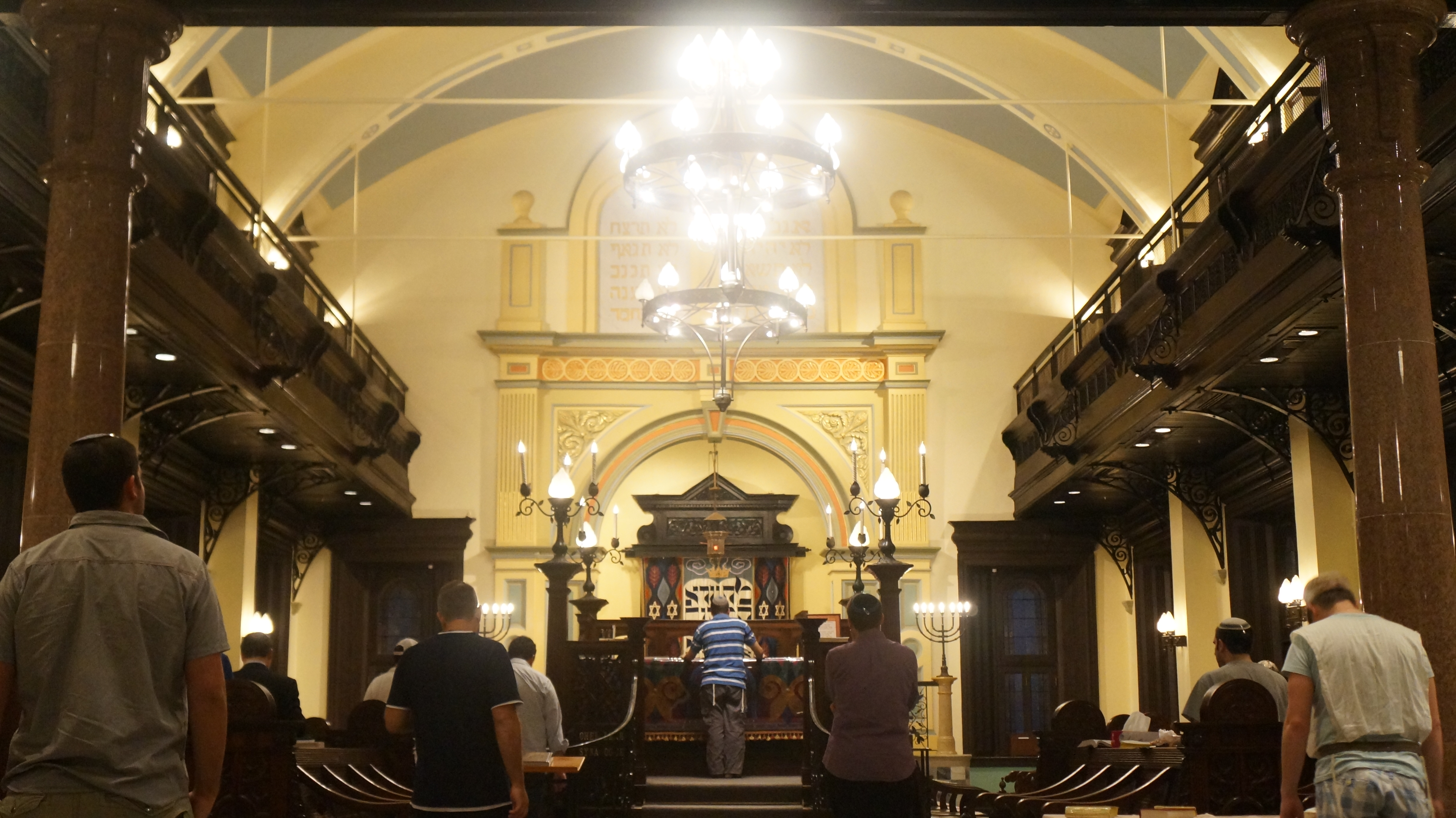
کنیسه اول لی، کنیسه‌ای که در اصل بغدادی بود در هنگ کنگ

آن جوامعی که توسط یهودیان بغدادی فراتر از هند بریتانیا تأسیس شدند، در طول امپراتوری بریتانیا شکوفا شدند و جمعیت آن‌ها کمی قبل از جنگ جهانی دوم به ۱۵۰۰ نفر در سنگاپور، ۱۰۰۰ نفر در شانگهای و ۱۵۰ نفر در هنگ کنگ رسید. جامعه سنگاپور تحت رهبری سِر مناسه مایر و جامعه هنگ کنگ تحت تأثیر ای.آر. بلیلیوس شکوفا شد. هر دو تاجر تریاک بودند که در تلاش‌های بشردوستانه قابل توجهی برای تأسیس مدارس و کنیسه‌ها شرکت داشتند. همچنین ثبت شده است که پایگاه‌های بغدادی در گوانگ‌ژو و تیانجین تأسیس شده‌اند.
در حالی که سنگاپور، هنگ کنگ و شانگهای تنها سکونتگاه‌های بغدادی بودند که واقعاً به جوامع بزرگی تبدیل شدند، فراتر از یک پاسگاه تجاری کوچک، سکونتگاه‌های بندری کوچکی در مالزی، اندونزی و ژاپن به عنوان اقمار جوامع قوی‌تر در هند، میانمار، سنگاپور و چین وجود داشت.
در مسیر بین هند و سنگاپور، یک جامعه کوچک بغدادی در پنانگ، با یک کنیسه و قبرستان یهودی، در دهه ۱۸۷۰ تأسیس شد، اما در بیشتر تاریخ خود هرگز از ۵۰ خانواده تجاوز نکرد. در جنوب سنگاپور، در اندونزی، که آن زمان هند شرقی هلند بود، یک جامعه کوچک بغدادی از بازرگانان ادویه در سورابایا در جاوه در دهه ۱۸۸۰ تأسیس شد.

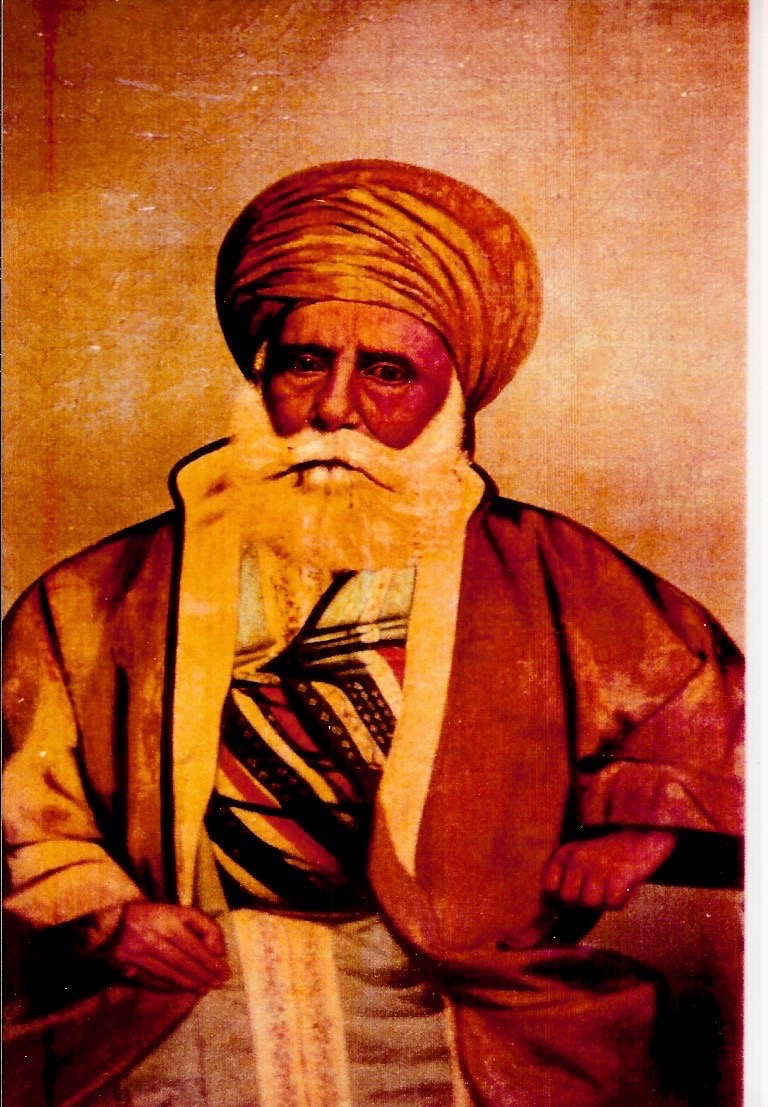
دیوید جوزف عزرا، بازرگان یهودی بغدادی و رهبر جامعه کلکته، اواخر سده نوزدهم.

دورترین پایگاه‌های بغدادی که هرگز بیش از پنجاه خانواده نبودند، در ژاپن در دورترین نقاط مسیر تریاک تأسیس شدند. یهودیان بغدادی از عراق، سوریه و مصر که در ابتدا برای اداره امتیازات دیوید ساسون جذب شده بودند، جایگاه‌های کوچکی در ناگاساکی، یوکوهاما و کوبه ایجاد کردند. تنها کنیسه بغدادی در ژاپن، که گروه‌های کوچک نماز را متحد می‌کرد، Ohel Shelomoh بود که توسط یهودیان اهل حلب در سال ۱۹۱۲ افتتاح شد. بازرگانان بغدادی که در ابتدا در ناگاساکی و یوکوهاما مستقر شده بودند، پس از زلزله ۱۹۲۳ به کوبه نقل مکان کردند که به کانون آن‌ها تبدیل شد.
با تثبیت حوزه‌های قضایی امپراتوری، یهودیان بغدادی خود را در موقعیتی برزخی در آسیای استعماری یافتند. آنها نه هندی و نه غربی، نه آسیایی و نه اروپایی محسوب می‌شدند و با منافع غربی و هندی شریک بودند. از نظر قانونی، آنها در بلاتکلیفی زندگی می‌کردند، تابعیت آنها اغلب نامشخص بود، و آنچه را که یک نظم سیاسی اوایل مدرن بود به ارث برده بودند.
قبل از جنگ جهانی اول، یهودیان بغدادی عمدتاً به صورت فرضی تابع امپراتوری عثمانی بودند. از سال ۱۸۷۰، رهبران جامعه شروع به لابی‌گری تهاجمی با مقامات استعماری بریتانیا کردند تا به عنوان اروپایی ثبت شوند. این درخواست هرگز به آنها اعطا نشد. همچنین، به استثنای چند مورد، پذیرش در باشگاه‌های مخصوص اروپایی که مرکز زندگی در جوامع استعماری اروپایی در سراسر آسیا بودند، برای آن‌ها وجود نداشت. یهودیان بغدادی از دسترسی به فهرست‌های انتخاباتی اروپا در هند محروم شدند. آن‌ها در عین بیگانه بودن و در عین حال خودی بودن، به هویت یهودی خود به شدت پایبند بودند.
فراتر از هند، یهودیان بغدادی به دنبال وضعیت حقوقی فرانسوی یا تحت الحمایه بریتانیا در چین بودند. به استثنای چند فرد ثروتمند، این امر معمولاً توسط مقامات دولتی بریتانیا رد می‌شد. اضطراب در مورد وضعیت حقوقی آنها در آستانه جنگ جهانی دوم افزایش یافت.
در نتیجه، یهودیان بغدادی مصمم بودند در طول دوره استعمار خود را به عنوان یک جامعه وفادار به مقامات بریتانیا ثابت کنند. بازرگانان یهودی بغدادی به عنوان مأموران محرمانه کمپانی هند شرقی بریتانیا فعالیت می‌کردند، در طول حادثه سال ۱۷۵۶ که به سیاه‌چاله کلکته معروف شد، به سربازان بریتانیایی کمک ارائه کردند، و مانند بسیاری از بازرگانان خارجی و مردم هند و مهاراجه‌ها، کمک‌های مالی قابل توجهی به ارتش بریتانیا در طول شورش‌های ۱۸۵۷ در هند در سال ۱۸۵۷ کردند. خدا نگهدار پادشاه باد به افتخار امپراتوری دوردست در مدارسی که توسط دیوید ساسون تأسیس شده بود، خوانده می‌شد، کسی که خودش هرگز انگلیسی صحبت نمی‌کرد.

## فرهنگ بغدادی
یهودیان بغدادی، در حالی که در قاره‌ها پراکنده بودند، شبکه‌ای از خویشاوندی و اعتماد را در سراسر مراکز تجاری اقیانوس هند اداره می‌کردند. آنها از طریق پیوندهای مذهبی، زبانی و خانوادگی به شدت متحد بودند. ازدواج، به ویژه، جوامع بغدادی را به هم پیوند می‌داد. عروس‌ها و گاهی اوقات دامادها از یک جامعه به جامعه دیگر فرستاده می‌شدند. کسب‌وکار اغلب با پیوندهای خانوادگی همپوشانی داشت و اتحادهای قوی ایجاد می‌کرد. کنیسه‌ها، مدارس و صندوق‌های ویژه، شبکه‌های حمایتی را ایجاد می‌کردند که توسط بازرگانان ثروتمند حمایت می‌شدند. این شبکه خویشاوندی به این معنی بود که جوامع زبان یهودی-عربی، که معمولاً توسط مهاجران یهودی از همان خانواده‌ها و طوایف خاورمیانه تأسیس می‌شدند، در میانمار، سنگاپور، مالزی و چین به وجود آمدند، به شدت در جامعه بغدادی تنیده شده بودند.

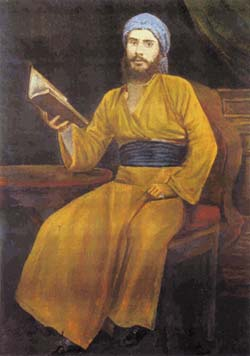
خاخام شلومو توینا از کلکته، ۱۹۱۳–۱۸۸۵.

زندگی شبکه خویشاوندی بغدادی در مسیر تریاک را می‌توان به بهترین شکل در مورد سِر مناسه مایر مشاهده کرد. او در سال ۱۸۴۶ در بغداد به دنیا آمد و تحصیلات ابتدایی خود را در کلکته و تحصیلات متوسطه را در سنگاپور گذراند، سپس برای یادگیری حسابداری به کلکته بازگشت و سپس به یانگون، میانمار نقل مکان کرد تا یک تجارت کوچک راه‌اندازی کند. از آنجا به سنگاپور بازگشت و یک تجارت صادرات و واردات را بر اساس انحصار تریاک با هند تأسیس کرد. او در سال ۱۹۰۶ به دلیل خدماتی که به سنگاپور ارائه کرده بود، شوالیه شد، زیرا ساخت دو کنیسه و ساخت و ساز املاک و مستغلات در مقیاس بزرگ را حمایت مالی کرده بود. با این حال، در تمام دوران حرکت خود، او به‌طور جدی در یک شبکه بغدادی زبان یهودی-عربی زبان باقی ماند.

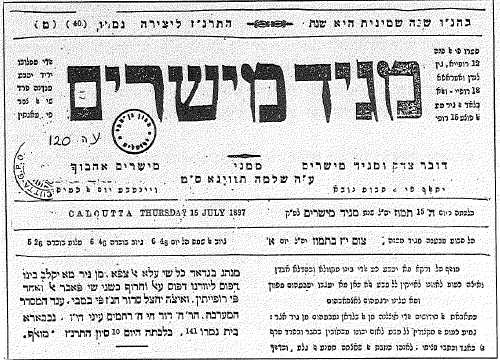
مجید مشهاریم، یک روزنامه یهودی-عربی کلکته، ۱۹۰۱–۱۸۹۰.

در این جوامع بغدادی، اکثریت عراقی‌تبار بودند، اما خانواده‌هایی از سوریه، یمن، مصر، افغانستان، ایران و تعداد انگشت شماری سفاردی‌ها از ایتالیا و ترکیه به جامعه بغدادی پیوستند و در آن جذب شدند. برای اکثر آنها، این به سادگی یک گسترش شرقی به الگوهای نزدیک به هم پیوند خویشاوندی، تجارت و تبادل یهودیان فراملی بود که قرن‌ها وجود داشت، از خاورمیانه و دریای مدیترانه به آسیای استعماری منتقل شد. در جهان یهودیان خاورمیانه، یهودیان بغدادی ماجراجو و کارآفرین به حساب می‌آمدند.
کاملاً برخلاف اشکنازی‌هایی که به ایالات متحده آمریکا می‌رفتند، که معمولاً فقیر بودند و بزرگان مذهبی‌شان به خاطر این کار آن‌ها را تحقیر می‌کردند، یهودیان خاورمیانه‌ای که به هند رفتند شامل برخی از خانواده‌های برجسته یهودی بغداد بودند و به عنوان شخصیت‌های مورد تحسین، حامیان و پشتیبانان زندگی مذهبی در عراق به آنها نگاه می‌شد. هم خانواده ساسون که حداکثر در سال ۱۸۳۲ در بمبئی ساکن شدند و هم خانواده یهودا که در سال ۱۸۲۵ به کلکته رفتند، به عنوان خانواده‌های برجسته یهودی بغداد دیده می‌شدند. حزقیال یهودا که دو کنیسه در کلکته تأسیس کرد، از نوادگان سلیمان معتوک بود.
با این حال، وقتی صحبت از زندگی اکثریت قریب به اتفاق جامعه به میان می‌آید، این ثروت‌های بزرگ یهودیان بغدادی گمراه‌کننده است. آنها که به دور از ثروت بودند، در حاشیه فقر زندگی می‌کردند، به عنوان دستفروش، غرفه‌دار، کارگر آسیاب، راننده ریکشا و مشاغل مشابه دیگر. یهودیان طبقه متوسط در ارتباط با تریاک شرط‌بندی می‌کردند و به عنوان دلال عمل می‌کردند. فاصله زیادی بین خانواده‌های برجسته یهودی بغدادی، مانند خانواده عزرا و خانواده ساسون، که در این دوره ثروتمندتر و بیشتر به سمت بریتانیا گرایش پیدا می‌کردند، و بقیه جامعه وجود داشت. از نظر سیاسی، یهودیان بغدادی شبیه یک الیگارشی بودند، به طوری که تمام قدرت و اختیار برای نمایندگی جامعه در مقابل مقامات استعماری به خانواده‌های برجسته واگذار شده بود، همان‌طور که به‌طور سنتی در خاورمیانه مرسوم بود.
در ابتدا جوامع یهودی بغدادی که در هند توسعه یافتند پیوندهای فرهنگی و مذهبی نزدیکی با بغداد داشتند. زندگی روشنفکری در اواسط تا اواخر قرن نوزدهم به اندازه‌ای قوی بود که یک چاپخانه در هند را برای گویش یهودی-عربی بغداد حفظ کند. با محوریت کلکته، انتشارات کوچک یهودی بغدادی، رساله‌های ادبی، تاریخی، مذهبی و ضد تبلیغی را به زبان یهودی-عربی ترجمه می‌کردند، در حالی که متون مذهبی نیز به زبان عبری چاپ می‌شدند. روزنامه و مجلات بغدادی به زبان یهودی-عربی، با برخی بخش‌های زبان عبری، در هند نیز منتشر می‌شد. این مطبوعات چاپی بغدادی در سال ۱۸۵۵ آغاز شد: با حمایت دیوید ساسون، یک نشریه در بمبئی شروع به کار کرد که به نخبگان بازرگان جامعه پاسخ می‌داد. به این نشریه، چهار روزنامه و مجله زبان یهودی-عربی بغدادی دیگر در کلکته پیوستند. رمان‌ها و ادبیات جنبش‌های صهیونیسم و هاسکالا اروپایی به زبان یهودی-عربی در کلکته ترجمه شدند. در آغاز قرن بیستم، به نظر می‌رسد که زندگی روشنفکری یهودیان در کلکته رو به افول گذاشته است.

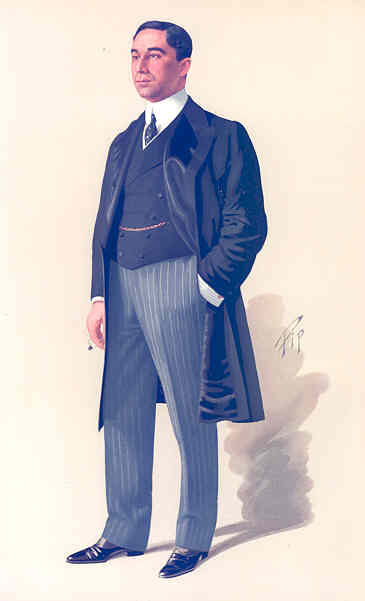
رافائل امانوئل بلیلیوس، متولد هنگ کنگ و بعداً در بریتانیا مستقر شد، ۱۹۲۲–۱۸۸۱.

در قرن بیستم، بغداد رو به زوال نهاد و بریتانیا برای یهودیان بغدادی اهمیت بیشتری پیدا کرد. بغدادی‌های ثروتمندتر لباس‌های اروپایی را پذیرفتند و به دنبال تحصیلات بریتانیایی برای فرزندان خود بودند، در حالی که بغدادی‌های فقیرتر، به ویژه زنان، همچنان لباس عربی می‌پوشیدند. افزایش تحصیلات بریتانیایی و کار در امپراتوری بریتانیا منجر به روی آوردن یهودیان بغدادی به زبان انگلیسی به عنوان زبان اول خود، هم برای تجارت بین‌المللی و هم برای اعتبار فرهنگی در هند شد. در قرن بیستم، یهودیان بغدادی می‌خواستند در جامعه استعماری اروپایی جذب شوند و از نظر فرهنگی و قومیتی اروپایی در نظر گرفته شوند. به جز مناسک مذهبی، یهودیان بغدادی شروع به پذیرش عناصر سبک زندگی اروپای غربی کردند. اما بغدادی‌ها در حاشیه جامعه استعماری اروپا باقی ماندند و در طول راج بریتانیا از بسیاری از باشگاه‌های اجتماعی که پذیرش را به اروپایی‌ها محدود می‌کردند، محروم شدند.
چنین غرب‌گرایی منجر به بسته شدن همه نشریات زبان یهودی-عربی در هند در آغاز قرن بیستم شد. در دهه‌های ۱۹۲۰ و ۱۹۴۰، سه روزنامه اجتماعی زبان انگلیسی در کلکته جانشین آن‌ها شدند که با صهیونیسم همدردی می‌کردند. در حالی که بسیاری از ثروتمندترین خانواده‌های بغدادی در اواخر قرن ۱۹ و اوایل قرن ۲۰ از صهیونیسم دور بودند، طبقه متوسط جامعه انجمن‌های صهیونیسم را در بمبئی و کلکته تأسیس کردند.
از نظر مذهبی، یهودیان بغدادی ربی (خاخام) خود را تربیت نمی‌کردند، بلکه به دنبال راهنمایی و راه‌حل در مورد مسائل هلاخا از خاخام‌های بغداد بودند و سنت‌ها و آیین‌های تاریخ یهودیان در عراق را حفظ می‌کردند. موعظه‌ها تا جنگ جهانی اول به زبان یهودی-عربی انجام می‌شد، پس از آن استفاده از زبان انگلیسی غالب شد. پس از جنگ جهانی اول، یهودیان بغدادی شروع به ارجاع سوالات مذهبی خود به خاخام ارشد سفاردی‌ها در بریتانیا کردند. مراسم مربوط به ختنه، نامزدی و محافظت از نوزاد، آداب و رسوم یهودیان عراقی را حفظ می‌کرد. جشن‌های عروسی یهودیان بغدادی به تدریج در قرن بیستم سبک خاورمیانه‌ای کمتری پیدا کرد و بیشتر به سبک اروپایی برگزار شد.
در طول این دوره، خانواده‌های برجسته یهودی بغدادی خود را به عنوان حامیان زندگی مذهبی یهودیان در خاورمیانه معرفی کردند. در سراسر سوریه و عراق، مدارس، کنیسه‌ها، یشیوا و بنیادهای خیریه توسط بازرگانان یهودی بغدادی بمبئی و کلکته حمایت می‌شدند. جوامع در حال مبارزه در سراسر خاورمیانه به دنبال حمایت حامیانی در آسیا بودند، مانند زمانی که مویز ساسون از کلکته توسط تاریخ یهودیان در لبنان فراخوانده شد تا از ساخت کنیسه مگن آبراهام در بیروت حمایت مالی کند. تقریباً همه این آثار پس از شروع درگیری اسرائیل و اعراب یا شهروندان عرب اسرائیل که منجر به فرار و اخراج این جوامع باستانی یهودی در سرزمین‌های عربی شد، تخریب شدند. امروزه تنها یشیوای پورات یوسف در اورشلیم که با کمک‌های مالی یهودیان بغدادی کلکته تأسیس شده است، باقی مانده است.

## زوال پسااستعماری

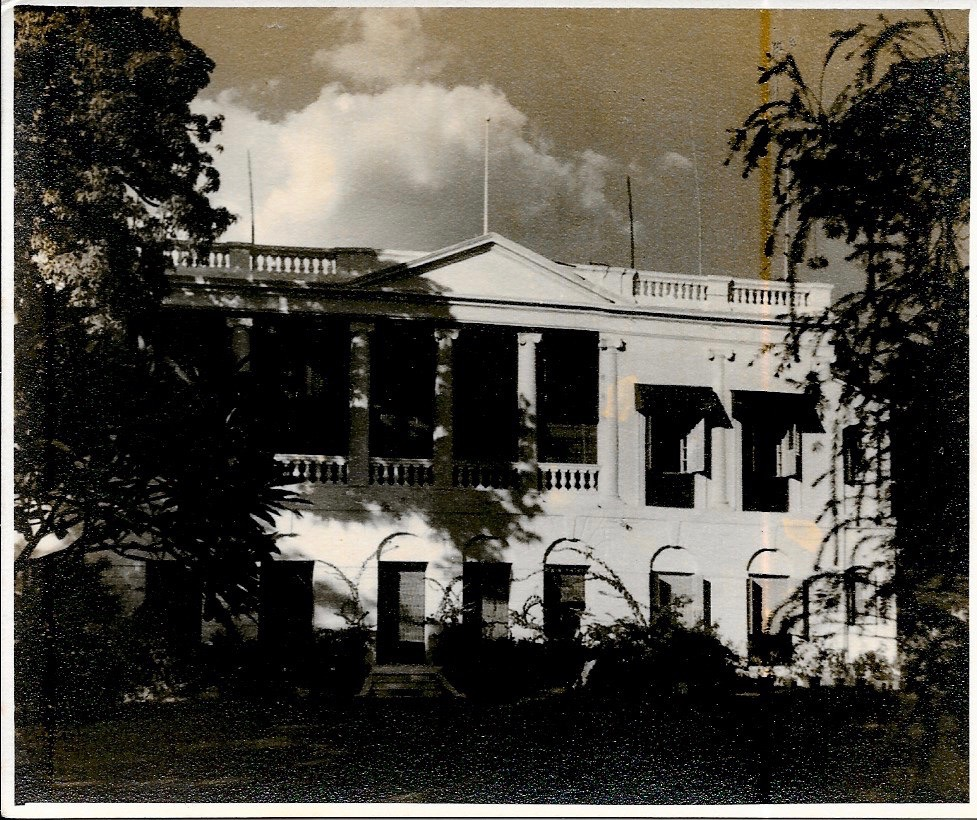
خانه مویز آبراهام ساسون در کلکته. یکی از اقامتگاه‌های بزرگ نخبگان بازرگان یهودی بغدادی در اوایل قرن بیستم.

با فرار اکثر یهودیان بغدادی میانمار و همچنین خانواده‌های مختلف از سراسر آسیا از اشغال ژاپنی‌ها در جنگ جهانی دوم، جمعیت یهودیان کلکته، قلب شبکه بغدادی، با پناهندگان به بیش از ۵۰۰۰ نفر افزایش یافت. تعداد کمی از یهودیان از کشتار فرهود (عراق) در سال ۱۹۴۱ در بغداد به بمبئی گریختند. حتی برخی از خانواده‌های برجسته یهودی بغدادی که در بریتانیا ساکن شده بودند، با شروع کشتار یهودیان اروپایی توسط هولوکاست، بازگشت به هند را انتخاب کردند. علی‌رغم اینکه هند این پناهگاه را ارائه می‌کرد، جنگ جهانی دوم آغاز پایان جهان قدیم بغدادی بود.
اشغال میانمار، شانگهای، هنگ کنگ، سنگاپور و اندونزی توسط ژاپن باعث شد که بسیاری از اعضای جامعه بغدادی توسط ارتش ژاپن بازداشت شوند. با پایان جنگ، به‌طور معجزه‌آسایی برای بقیه جهان بغدادی آشکار شد که در خود ژاپن، رحمو ساسون، رهبر جامعه کوچک یهودیان بغدادی کوبه، ماهرانه با مقامات ژاپنی مذاکره کرده بود تا اطمینان حاصل شود که هیچ یهودی در طول جنگ جهانی دوم آسیب ندیده است. با وجود این، تنها کنیسه بغدادی ژاپن در کوبه در جریان یک حمله هوایی آمریکا سوخت.
در قلب جهان بغدادی، در هند، پایان جنگ، فروپاشی نظم قدیمی را به دنبال داشت. در این مرحله، در آستانه قانون استقلال هند ۱۹۴۷، درگیری‌های قومی، خشونت سیاسی و ترس از جنگ داخلی در هند گسترده بود. انفجار خشونت‌آمیز کشتارها و پناهندگان پس از تقسیم هند، ترس بغدادی‌ها را برای آینده تشدید کرد. با آوارگی ناشی از جنگ، و بسیاری از آنها می‌ترسیدند که هند و میانمار کمونیسم شوند یا پس از خروج بریتانیا با کسب و کارهایی که در دست هندی‌ها یا برمه‌ای‌ها نیست خصمانه رفتار کنند، جامعه بغدادی شروع به ترک آسیا کرد. در همین حال، در خاورمیانه، تأسیس دولت اسرائیل و آغاز درگیری اسرائیل و اعراب، آغاز مهاجرت دسته‌جمعی یهودیان از کشورهای عربی و اسلامی را رقم زد. در عراق، تحت فشار آزار و اذیت رسمی، تقریباً تمام جامعه باستانی تاریخ یهودیان در عراق تا سال ۱۹۵۰ به اسرائیل رفته بودند.

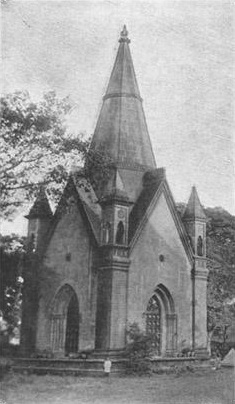
آرامگاه دیوید ساسون در پونه، هند.

ابتدا خانواده‌های برجسته و سپس بقیه جامعه به صورت دسته‌جمعی مهاجرت کردند. این شروع یک مهاجرت مداوم از بمبئی و کلکته بود. ثروتمندان از خانواده ساسون به بریتانیا رفتند، در حالی که فقیرترها به سمت کشور تازه تأسیس اسرائیل یا به دلیل کاهش محدودیت‌های مهاجرت در استرالیا جذب شدند. بمبئی و کلکته قلب جهان بغدادی، مراکز تجارت، فرهنگ و زندگی اجتماعی بودند. هنگامی که این‌ها رو به زوال رفتند، جوامع دورافتاده نیز به دنبال آن‌ها رفتند.
پس از جنگ، سیستم امپراتوری و مرزهای باز که جهان فراملی بغدادی را ممکن ساخته بود، ناپدید شدند. در شانگهای، پیروزی کمونیست‌ها در جنگ داخلی چین در سال ۱۹۴۹، پیوندهای تجاری را که جامعه به آن وابسته بود، قطع کرد. کسانی که از اشغال ژاپن گریخته بودند، تصمیم گرفتند که بازنگردند. تا سال ۱۹۵۰، این جامعه تقریباً از بین رفته بود. در همین حال، در هنگ کنگ، با وجود شرایط مساعد هنگ کنگ بریتانیا، مهاجرت باعث شد که تعداد یهودیان بغدادی تا دهه ۱۹۶۰ به کمتر از ۷۰ نفر کاهش یابد.
در میانمار، استقلال در سال ۱۹۴۷ به‌طور مشابه موانع تجاری و یک رژیم ملی‌گرایانه را تحمیل کرد که در آن یهودیان بغدادی احساس می‌کردند جایگاه کمی دارند. در سنگاپور، با مسدود شدن تجارت با چین، هند و میانمار، جامعه یهودی تا دهه ۱۹۶۰ به ۱۸۰ نفر کاهش یافت.
موج نهایی مهاجرت که جوامع بسیار کاهش یافته در هند و میانمار را به انقراض مجازی سوق داد، توسط موجی از ملی‌سازی و محدودیت‌های تجاری پسااستعماری در هند و برمه در دهه ۱۹۶۰ آغاز شد. انتخابات در بنگال غربی منجر به روی کار آمدن دولتی تحت سلطه حزب کمونیست هند در کلکته در سال ۱۹۶۷ شد. ملی شدن شرکت‌های قدیمی که در دوران حکومت استعماری تأسیس شده بودند و محدودیت‌های ارزی باعث خفگی زندگی اقتصادی و کوچک شدن جامعه بغدادی از ۵۰۰ نفر به کمتر از ۱۰۰ نفر در دهه ۱۹۷۰ شد. در همین حال، ملی‌سازی در برمه در دهه ۱۹۶۰ منجر به بسته شدن کنیسه‌ها و خروج آخرین خاخام از این کشور در سال ۱۹۶۹ شد.
علیرغم این کاهش شدید و پراکندگی جوامع یهودی بغدادی، تعداد انگشت شماری از یهودیان بغدادی نقش محوری در کشورهای تازه استقلال یافته آسیا ایفا کردند. اولین وزیر اول سنگاپور، دیوید مارشال، یک یهودی بغدادی بود. در هند، سپهبد جی.اف.آر جیکوب، یک یهودی بغدادی از کلکته، به عنوان سرلشکر و رئیس ستاد ارتش هند که ارتش پاکستان را در پاکستان شرقی در جنگ آزادی‌بخش بنگلادش در سال ۱۹۷۱ شکست داد، شهرت ملی پیدا کرد و بعداً به عنوان فرماندار ایالات هند گوا و ایالت پنجاب (هند) خدمت کرد.
با این حال، جامعه بغدادی هرگز مهاجرت خود را یک تراژدی ندانست. خاطراتی که توسط نویسندگان یهودی بغدادی نوشته شده است، با مهربانی از میانمار، سنگاپور، شانگهای و هنگ کنگ و این واقعیت که در هند هرگز یهودستیزی را تجربه نکرده‌اند، یاد می‌کنند، که به عنوان یک دوره بی‌نظیر دیده می‌شد. شبکه مدارس یهودی بغدادی، چه انگلیسی، چه یهودی و چه در جهت آرمان‌گرایانه، آنها را برای زندگی در بریتانیا یا اسرائیل آماده کرده بود، نه در آسیای پسااستعماری. این خاطرات به جای تمرکز بر آنچه که یهودیان بغدادی را به ترک آسیا سوق داد، بر آنچه که آنها را به ترک آسیا کشاند، تمرکز می‌کنند، عمدتاً این احساس که فرصت‌هایی که اجدادشان را به آنجا کشانده بود، از بین رفته است و جوایز درخشان جدیدی در غرب وجود دارد.
در اوایل قرن بیست و یکم، جوامع بغدادی هند و میانمار در آستانه ناپدید شدن کامل هستند. با این حال، جوامع کوچک بغدادی هنگ کنگ و سنگاپور دوام آورده‌اند و کنیسه‌های بغدادی هنوز در هر دو شهر فعالیت می‌کنند، اگرچه اکنون تعداد یهودیان به‌ویژه از ایالات متحده آمریکا، اسرائیل، فرانسه و بریتانیا که به تجارت در آسیای معاصر مشغول هستند، در هر دو شهر بسیار بیشتر است.
امروزه کنیسه‌ها و انجمن‌هایی که از سنت‌های یهودی بغدادی حمایت می‌کنند، در بریتانیا، اسرائیل، استرالیا و ایالات متحده آمریکا وجود دارند. اما در جوامع تاریخی بغدادی در آسیا، تنها کنیسه‌هایی که در ابتدا توسط یهودیان بغدادی در هنگ کنگ و سنگاپور تأسیس شده بودند، به برگزاری مراسم منظم ادامه می‌دهند.

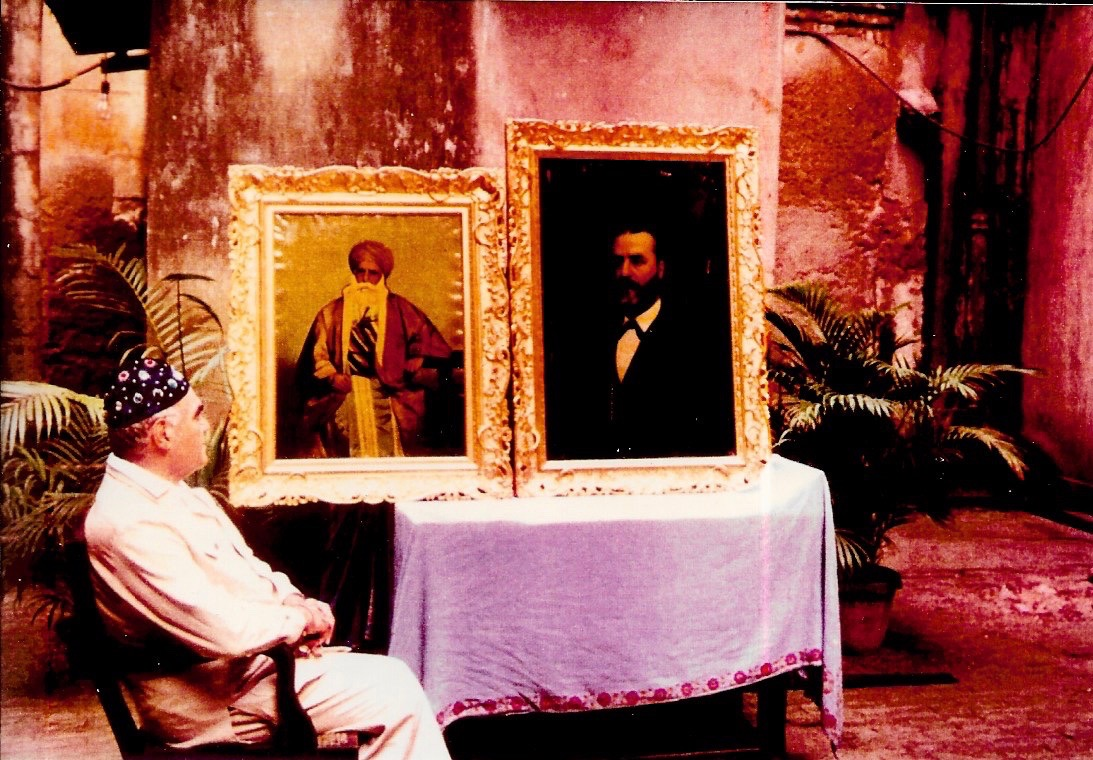
یک مرد یهودی بغدادی در کلکته به میراث خود می‌اندیشد. اواخر قرن بیستم.

خانواده‌هایی با تبار یهودی بغدادی به ویژه در بریتانیای کبیر، جایی که خانواده‌های برجسته پس از جنگ جهانی دوم به آنجا کشیده شدند، همچنان نقش مهمی در زندگی یهودیان ایفا می‌کنند. خانواده ساسون که در لندن مستقر شدند، از دوستی ادوارد هفتم برخوردار شدند، یک بارونت‌نشین ایجاد کردند و فیلیپ ساسون را به عنوان وزیر دیدند. در همین حال، دیگر خانواده‌های بغدادی مانند دیوید و سیمون روبن نقش مهمی در اقتصاد بریتانیا ایفا کرده‌اند، در حالی که برخی دیگر مانند گری جودا و تیم جودا در هنر و روزنامه‌نگاری به شهرت قابل توجهی دست یافته‌اند.

## غذا
غذاهای سنتی یهودیان بغدادی ترکیبی از غذاهای آشپزی عربی، آشپزی ترکیه، آشپزی ایرانی و هندی است. از غذاهای معروف بغدادی می‌توان به خورش کاری گوشت گاو، بریانی بغدادی و نان پاراتاهای یهودی بغدادی اشاره کرد. یک نوع بغدادی از مرغ تنوری نیز محبوب است (با استفاده از آب لیمو برای پخت مرغ به جای خامه‌ای که در دستور پخت معمول هندی استفاده می‌شود). دیگر جوامع یهودی بغدادی در جنوب شرقی آسیا، غذاهای اصلی یهودی عراقی خود را با تأثیرات غذاهای محلی ترکیب کردند.

## یهودیان بغدادی برجسته
- یوسف حاییم (بن ایش خای)
- دیوید آبراهام (مدیرعامل)، مدیر عامل کانال ۴ (بریتانیا).
- استر ویکتوریا آبراهام، مدل و بازیگر هندی.
- شالوم عبیدا کوهن، رهبر جامعه و بنیانگذار جامعه یهودی در کلکته.
- ساسون جی. دیوید، بانکدار (بنیانگذار بنک آو ایندیا).
- برایان الیاس، آهنگساز.
- الی امیر، نویسنده
- ادوارد اسحاق عزرا، تاجر تریاک و توسعه‌دهنده املاک و مستغلات.
- برایان جرج، بازیگر شخصیت متولد اسرائیل با تبار یهودی بغدادی-هندی؛ بیشتر برای بازی در نقش صاحب مغازه پاکستانی، «بابو»، در سریال تلویزیونی آمریکایی ساینفلد شناخته می‌شود.
- سیلاس آرون هاردون، غول املاک و مستغلات.
- آبراهام هیلل، خاخام.
- دیوید و سیمون روبن،[۴۸] سرمایه‌داران.
- جو بالاس، فیلمساز
- سپهبد جی. اف. آر. جیکوب، فرمانده نظامی هند در جنگ آزادی‌بخش بنگلادش در سال ۱۹۷۱؛ فرماندار سابق گوا و پنجاب.
- حاخام عزرا روبن باروک، کاهن اعظم در اورشلیم در سال ۱۸۵۶؛ او به هند سفر کرد و در کلکته ساکن شد. نام او در کتاب خاخام حزقیال نیسیم موسلیا با عنوان «در کرانه‌های گنگ: اقامت یهودیان در کلکته» ذکر شده است.[۷]
- جری جوداه، هنرمند و طراح.
- تیم جوداه، روزنامه‌نگار و مورخ.
- لرد کادوری
- آنیش کاپور، مجسمه‌ساز بریتانیایی-آسیایی؛ مادر یهودی بغدادی.
- دیوید سال مارشال، اولین وزیر ارشد سنگاپور.
- نادره (هنرپیشه هندی)، بازیگر بالیوود.
- روبی مایرز، بازیگر بالیوود.
- آلبرت عبدالله دیوید ساسون، بازرگان.
- دیوید ساسون، بازرگان و بنیانگذار خانواده ساسون.
- ساسون دیوید ساسون، بازرگان انگلیسی.
- گبی دلال، کارگردان فیلم.
- آلان ینتوب، مجری و مدیر اجرایی تلویزیون.
- سامانتا الیس، نویسنده.
- زیگفرید ساسون، شاعر انگلیسی در طول جنگ جهانی اول، نوه دیوید ساسون.[۴۹]
- آبراهام سوفائر، بازیگر.
- مارینا بنجامین، نویسنده.
- جائل سیلیمن، محقق و مورخ فمینیست.
- دیوید مردکای، عکاس.
- خواجه اسرائیل سرحد و خواجه فانوس کلانتر، زمین‌داران، دیپلمات‌ها و سرمایه‌داران (نگاه کنید به خواجه).[۵۰]
- آبراهام دیوید سوفائر، قاضی سابق فدرال برای دادگاه منطقه‌ای ایالات متحده برای ناحیه جنوبی نیویورک، محقق در مؤسسه هوور و مشاور حقوقی وزارت امور خارجه ایالات متحده.
- ناحوم اسرائیل مردخای، بنیانگذار نانوایی Nahoum & Sons، کلکته، هند.
- اشلومو تویننا، خاخام، محقق، نویسنده، مترجم و روزنامه‌نگار. سردبیر روزنامه هفتگی "Magid Mishri".